# Іонічешть
Іонічешть, Іонічешті (рум. Ionicești) — село у повіті Олт в Румунії. Входить до складу комуни Симбурешть.
Село розташоване на відстані 140 км на захід від Бухареста, 42 км на північ від Слатіни, 71 км на північний схід від Крайови, 133 км на південний захід від Брашова.

## Населення
За даними перепису населення 2002 року у селі проживали 210 осіб, усі — румуни. Усі жителі села рідною мовою назвали румунську.